# 哈瑟爾河
51°57′30″N 8°48′59″E / 51.958229°N 8.816463°E

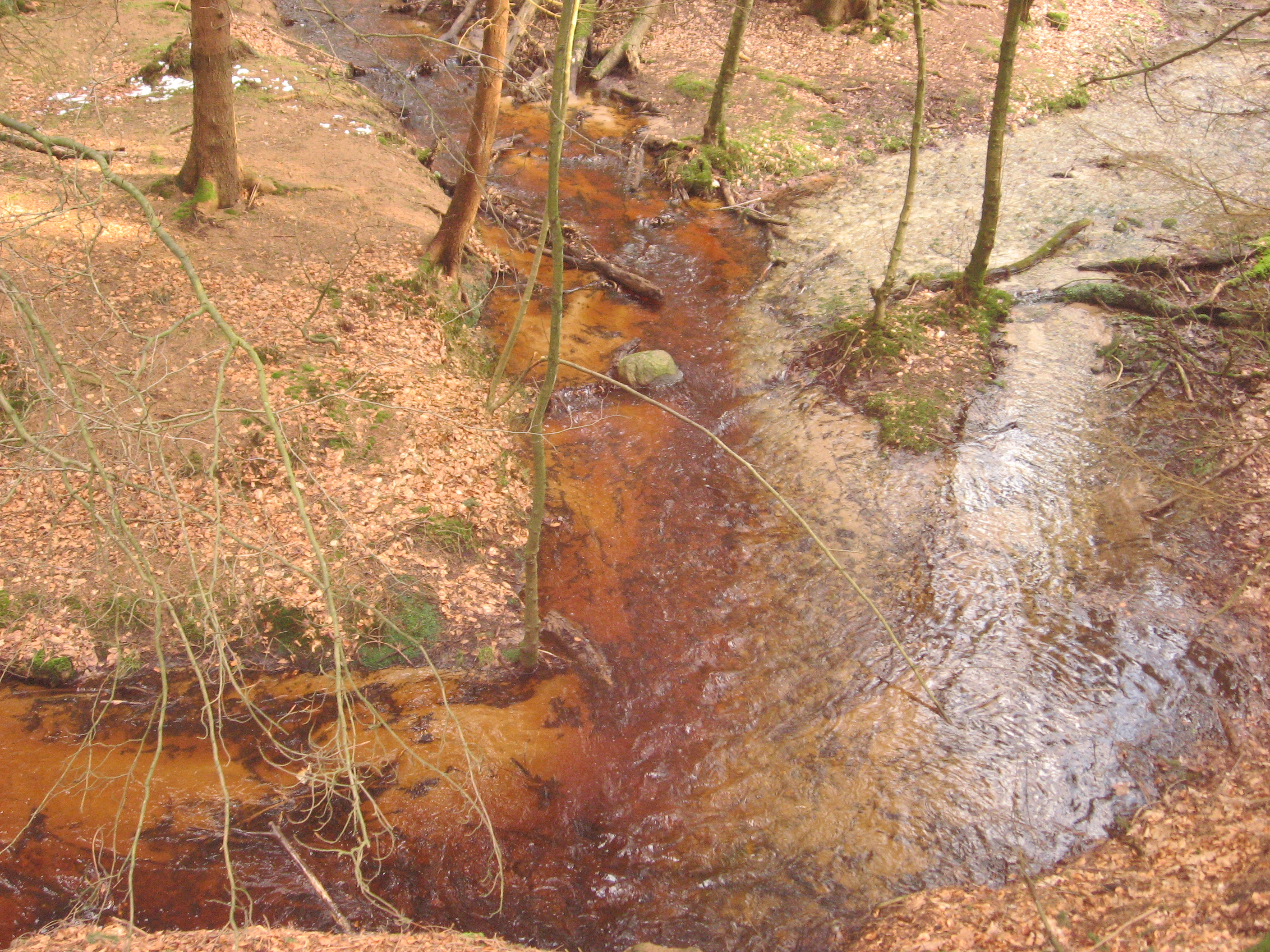

哈瑟爾河（德語：Hasselbach），是德國的河流，位於該國西部，處於北萊茵-威斯特法倫州，屬於韋勒河的左支流，河道全長6.5公里，流域面積9.3平方公里。